# Historia de Tijuana

## Época prehispánica
Tijuana fue poblada originalmente por los kumiai (k'miai) o los tipai (Alta California) e ipai (Baja California) una de las familias indígenas que junto con los cucapá, paipai, y kiliwa, poblaron el norte de la península de Baja California. El término Kumiai significa "los que se enfrentan al agua de un acantilado". Los kumiai consisten en dos grupos relacionados: los ipai y los tipai. Las tierras tradicionales de los dos grupos costeros quedaron separadas aproximadamente por el río San Diego: el norteño ipai (extendiéndose desde Escondido hasta el lago Henshaw) y el sureño tipai (incluyendo Laguna Mountains, Ensenada y Tecate). Una opinión sostiene que el Tipai-Ipai histórico emergió hace 1000 años, aunque una "cultura proto-Tipai-Ipai" había sido establecida por cerca del año 5000 AC.

## Época de las exploraciones
El primer explorador europeo que navegó frente a las costas de lo que hoy es el municipio de Tijuana fue Juan Rodríguez Cabrillo, quien partió del puerto de Ensenada, Baja California, México, rumbo al norte y después de navegar seis días, del 23 al 28 de septiembre de 1542, arribó a la bahía de San Diego California, llamándolo "San Miguel". En 1602, Sebastián Vizcaíno al frente de la Expedición y Levantamiento Cartográfico de la Costa de California, pasó frente a lo que hoy conocemos como Islas Coronado, así como frente a lo que actualmente es Punta Bandera y Playas de Tijuana. En su recorrido advirtió la presencia de los primitivos habitantes del lugar, más adelante ingresó al puerto que nombró San Diego.
El primer europeo que puso pie en el hoy municipio de Tijuana fue el padre misionero Fray Junípero Serra, en 1769. En el diario de Fray Junípero Serra existe la siguiente anotación: 

«Día 1 de julio, sábado, octava de San Juan Bautista, víspera —y en nuestra Orden, ayuno— de la Visitación de María Santísima nuestra señora, emprendimos de buena mañana nuestra última jornada [...] nos vimos en la orilla del paraje del puerto —no lejos de su boca— donde estaban dando fondo los dos paquebotes San Carlos y San Antonio [...] Así fue nuestra llegada con salud de todos, felicidad y contento al famoso y deseado [puerto de San Diego].»

La última jornada del padre Serra antes de llegar a la boca (bahía de San Diego) donde estaban las naves, la pasó en la región donde está asentada la ciudad de Tijuana. En dicha época la región que hoy corresponde a California, Oregón y Arizona (EE. UU.), también eran parte de la Nueva España. Ese año, Fray Junípero Serra fundó la Misión de San Diego de Alcalá, la cual dio cobertura evangélica a la zona cercana, incluyendo los ahora territorios de Tijuana. En 1797, la misión contaba con la mayor población nativa en Alta California, con más de 1400 neófitos que vivían en y alrededor de la misión propiamente dicha.

## Época de las misiones

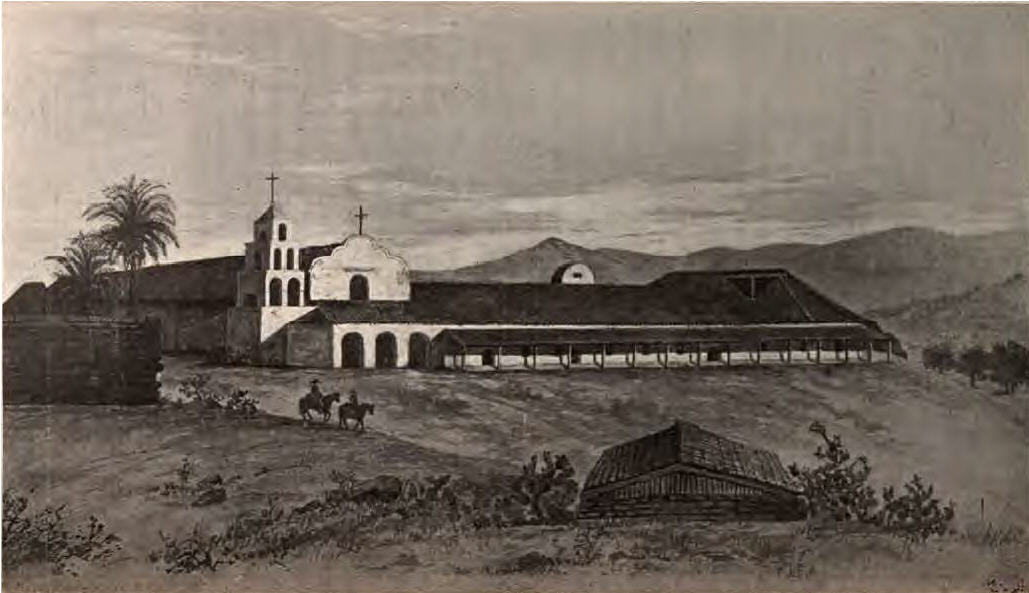
Pintura de la Misión de San Diego de Alcalá en 1848. Durante la época colonial rigió autoridad en la región que actualmente son San Diego y Tijuana

En 1769 es de nuevo noticias sobre la región que con el tiempo se llamaría valle de Tijuana; en el diario de Fray Junípero Serra encontramos la siguiente anotación: "Día 1° de Julio (1769) sábado, octava de San Juan Bautista, emprendimos de buena mañana nuestra última jornada [...] no lejos de la boca donde estaban dando fondo los paquebotes San Carlos y San Antonio". (estaban fondeadas las naves en la Bahía de San Diego).
El territorio era atendido material y espiritualmente por la Misión de San Diego de Alcalá que en su frontera sur llegaba a cinco leguas antes del arroyo de San Juan Bautista y por lo tanto comprendía el Valle de Tijuana, esa era al mismo tiempo la frontera o demarcación entre la Alta y la Baja California establecida en el concordato firmado el 7 de abril de 1772, entre los frailes dominicos y franciscanos, acuerdo legalizado por el virrey Antonio Bucareli y Ursúa. Aun cuando la demarcación entre las dos Californias es confusa se da por sentado que el valle de Tijuana formaba parte de la Alta California.
En su paso hacia el territorio franciscano de la [Alta California], Fray Francisco Palou señaló físicamente el término entre ambas californias el 19 de agosto de 1773, con una gran cruz que colocó en las peñas del cerro que queda frente a los médanos, en lo que después se llamó "El Descanso". En tal virtud, pertenecían a la circunscripción territorial de la Misión de San Diego de Alcalá las rancherías o campamentos indígenas de La Punta, Milijó, Tía Juana, Otay, San Isidro, Quanayuel, San Antonio Abad o San Antonio de los Buenos, Rosario, Jamul y Tecate.

## SigloXIX: Época de las rancherías
La misión sobrevivió y continuó en funciones tras la Guerra de Independencia de México, la cual pasó desapercibida en la región debido a la lejanía y la falta de comunicación con el centro del virreinato. En 1829, casi al finalizar la época misional y 9 años después de consolidada la Independencia, José María Echendía, gobernador de las Californias, concedió a Santiago Argüello Moraga, una superficie de seis sitios de ganado mayor, equivalente a 10 000 hectáreas, que sería llamado "Rancho Tía Juana".

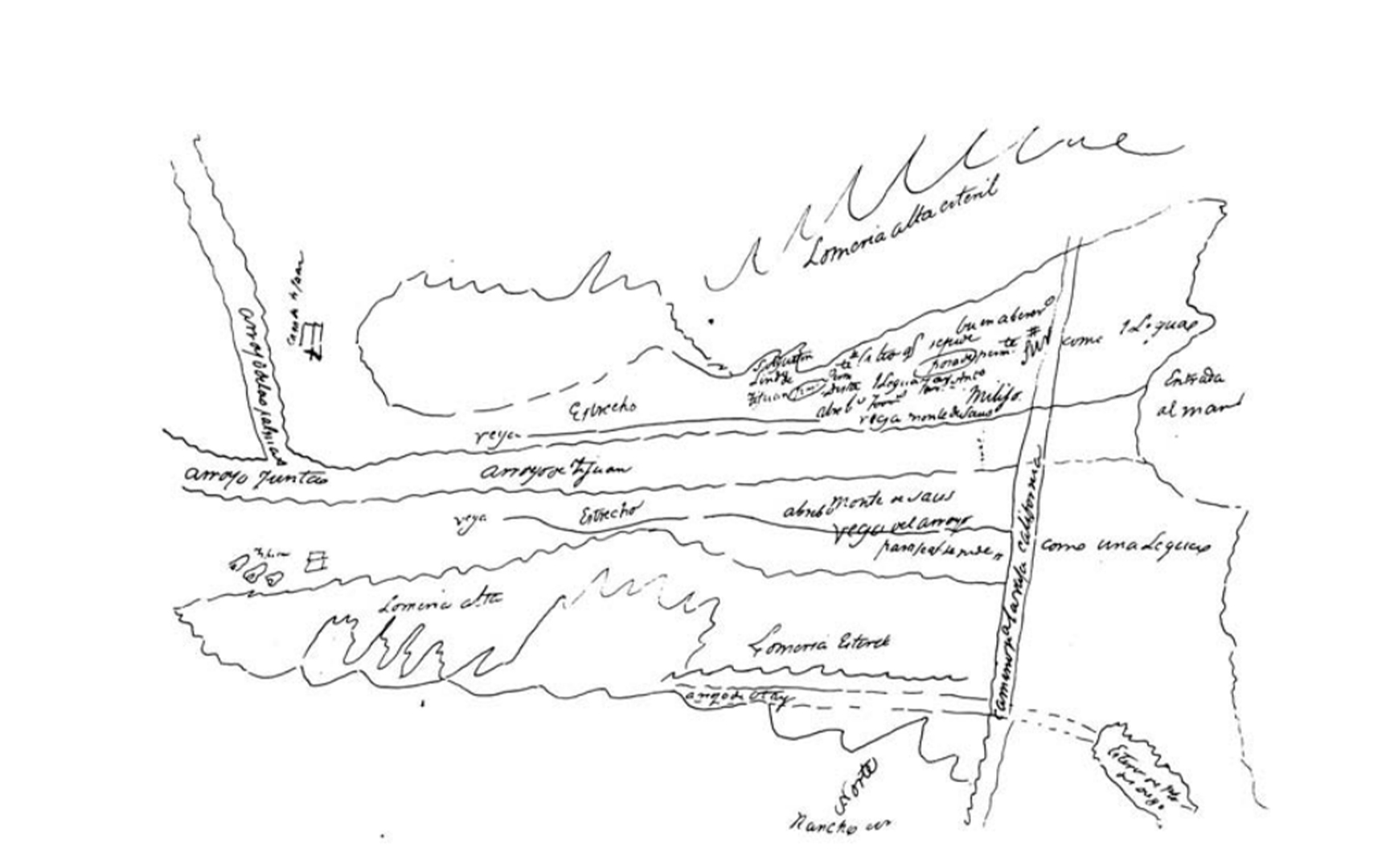
Diseño de Ti-Juana con arreglo de la posesión y título, 1827.

La misión fue secularizada por el gobierno mexicano en 1834, y la mayoría de las tierras de la misión fueron otorgadas a exsoldados. Más allá de la ciudad de San Diego, se formaron ranchos que sirvieron para aumentar la economía local. Algunos de los que ocupaban parte de lo que ahora es Tijuana son el Rancho San Antonio, Rancho Cerro Colorado, Rancho Cuero de Venados y Rancho San Isidro.
En 1846, con motivo de la guerra México - Estados Unidos, inicia la Marina de guerra de Estados Unidos la invasión de Las Californias. La lucha que se desató, obligó a México a negociar la forma de concluir la catástrofe; la disyuntiva era aceptar la paz o continuar la guerra. Una vez firmado el armisticio, la atención se centró en fijar los nuevos límites. México, tras consultar al Congreso y a los gobiernos de la República, se vio obligado a firmar el Tratado de Guadalupe-Hidalgo el 2 de febrero de 1848, perdiendo más de la mitad de su territorio, incluidos Alta California, Arizona, Nuevo México y Texas.
Consecuencia de todo ello y de la solución que se dio a la ubicación del puerto de San Diego, fue que el Rancho Tía Juana quedó como frontera con California, a un costado de lo que era el Rancho Melijo, también propiedad de Santiago Argüello. Debido a su nueva posición geográfica, es que debe su posterior desarrollo y crecimiento, al ser un lugar de paso para los viajeros y comerciantes de Ensenada y Los Ángeles.

Después de 1848, en que el valle de Tijuana como zona fronteriza pasa a ser parte de la Baja California participa de la inseguridad e incertidumbre de toda la región, el Valle de Tijuana es ahora nueva frontera entre México y Estados Unidos y es también camino obligado para llegar al interior de la península.
En esos años la violencia y el desorden tanto político como económico imperan en California, acontecimientos agravados por el descubrimiento de enormes yacimientos de oro que atrajeron a una inmensa muchedumbre de aventureros, todo ello aunado a la guerra civil que se desató en Estados Unidos a partir de 1861 hizo que la región del Valle de Tijuana viviera en condiciones especiales.
Santiago Argüello vivió hasta 1862, pero posterior a su muerte su familia seguía viviendo en el rancho, así los hijos y nietos fueron formando familias que se establecieron en su propiedad. El 2 de enero de 1864 se nombró al primer juez de la localidad. Los descendientes de Argüello fraccionaron los terrenos del Rancho Tía Juana, recibiendo esta poco a poco a otras familias, los primeros pobladores de la zona.
El 11 de julio de 1889 se firmó el convenio que concluyó el litigio que sobre los terrenos del Rancho Tía Juana sostuvieron por largo tiempo los herederos de don Santiago Argüello. A dicho convenio se le anexó un plano de fecha 15 de junio del mismo año, con el nombre de Mapa del pueblo Zaragoza proyectado para localizarse en terrenos del rancho de Tijuana. Su elaboración quedó a cargo del ingeniero Ricardo Orozco, inspector federal de la Secretaría de Fomento, comisionado para informar sobre la situación real de los proyectos desarrollados en Ensenada por la International Company of México.
Originalmente, varios comercios y cantinas ocuparon las primeras vialidades que eran cercanas al camino que llevaba hacia el pueblo de San Diego. Estos comercios servían de atractivo turístico para quienes habitaban en Estados Unidos. Sin embargo, el 10 de febrero de 1891, el área donde se asentaba en un principio el pueblo quedó totalmente devastada debido a las aguas torrenciales de las lluvias que cayeron durante cinco días, por lo que su ubicación se movió al sureste, retirados del lecho del río.
Al llegar el siglo XX la región vivía un ambiente de paz al igual que el sur de California de quien dependía, en 1882 el ferrocarril llegó a San Diego (California) y con ello la región fronteriza quedó comunicada con el resto de Estados Unidos. La presencia del ferrocarril provocó un intenso flujo migratorio del este de Estados Unidos hacia California y por rebote hacia Tijuana.

## SigloXX

### Primera décadas

#### Rebelión de Baja California: Batalla de Tijuana
La Rebelión de Baja California  fueron los sucesos que formaron parte de una campaña militar de carácter anarquista impulsada por el Partido Liberal Mexicano (PLM) al norte de Baja California en 1911, en el contexto de la Revolución mexicana. Los rebeldes enfrentaron a las fuerzas del régimen dictatorial de Porfirio Díaz y más tarde del gobierno provisional de Francisco León de la Barra apoyado por grupos maderistas.
La División del Ejército Liberal en Baja California, tomó dos plazas importantes en la frontera con Estados Unidos, Mexicali, en enero de 1911 y  Tijuana, en mayo de ese mismo año. 
Fue a principios de mayo de 1911, cuando la población que por ese entonces contaba con menos de 100 casas, fue tomada por asalto por un grupo de mexicanos y extranjeros, en su mayoría estadounidenses, comandados por los hermanos Flores Magón, que tenían la intención de hacer de Baja California una república socialista al amparo del Partido Liberal Mexicano que ellos habían fundado. Los habitantes de Tijuana y del resto del estado se sintieron agredidos por los que llamaron filibusteros y se aprestaron a luchar contra ellos, comandados por el Teniente Miguel Guerrero, conocido después como "El Tigre de Tijuana", a este suceso le llamó Batalla de Tijuana, siendo su primera incursión en un movimiento histórico nacional. En este proceso de lucha, después de algunas escaramuzas en las cuales no faltaron los muertos, los llamados filibusteros regresaron a los Estados Unidos meses después al fracasar su intento de independizar Baja California de México para proclamar la que hubiera sido la primera república socialista del mundo.
En junio las fuerzas federales de Francisco I. Madero con apoyo del gobierno estadounidense derrotó la rebelión del PLM en Tijuana. 

#### Ley seca
A principios del pasado siglo XX surgió en Estados Unidos un movimiento moralista, que cobró rápidamente fuerza en el país, En 1911 se prohibieron en California las cantinas y las carreras de caballo, esos avances del movimiento reformista se reflejaron de inmediato en la joven población de Tijuana, los promotores estadounidenses del juego, el alcohol y la disipación empezaron a trasladarse a esta población que por su cercanía con las ciudades californianas de Los Ángeles y San Diego resultaba ideal para atender a los numerosos vecinos de esas ciudades afectos a las diversiones prohibidas en su localidad.
En 1915 Antonio Elozúa funda la Tijuana Fair (Feria Típica de Tijuana), aprovechando el caudal turístico generado por la San Diego Panamá California Exposition, realizada en el vecino condado estadounidense, en los amplios parajes del Parque Balboa, instalaciones que perviven y sirven como espacio recreativo y cultural. Aproximadamente en esos años, funcionaba el ""Hotel Hidalgo", un complejo que sirvió de antecedente para lo que posteriormente sería el Casino Agua Caliente. Se localizaba en la zona sur del Rancho de Tijuana, de la familia Argüello. En 1917, el gobernador Esteban Cantú Jiménez decreta la creación de las municipalidades de Tecate y Tijuana.
En el año 1924, se estableció el Hipódromo de Tijuana y el Foreign Club. El 15 de octubre de 1925, el presidente Plutarco Elías Calles erigió la congregación de Tijuana en la que se nombró Zaragoza al pueblo y Tijuana al municipio, sin embargo, debido a que por tradición se llamaba a la zona Tijuana, esto no surtió efecto, por lo que entonces se nombró Consejo Municipal. Fue hasta 1929 cuando dejó de ser consejo y de llamarse Zaragoza para transformarse en Delegación Municipal.

### Casino Agua Caliente
En 1926 don Alberto Argüello vendió al general Abelardo L. Rodríguez una fracción del rancho de Tía Juana, que incluía los manantiales de Agua Caliente. El nuevo propietario obtuvo permiso para explotar un balneario, asociándose con Baron Long, Wirt G. Bowman, y James N. Crofton, para la construcción de un complejo turístico. 
De la noche a la mañana brotaron en Tijuana casinos, hoteles, bares, restaurantes, casas non sanctas y hasta fábricas de cerveza, bodegas de vino y destilerías. Y Tijuana no llegaba aún a los 20,000 habitantes, la locura, se dice que el dinero se barría en las calles. 
El 4 de julio de 1927, formaron la Compañía Mexicana de Agua Caliente, con un capital de $750,000 dólares. El diseño de la obra quedó a cargo de Wayne Douglas y Corine McAllister, quienes incluyeron diversos estilos en el proyecto, como el misional californiano, el mudéjar, el bizantino, el renacentista italiano y el Luis XV, que tenía derroche de lujo.
El centro turístico se inauguró el 23 de junio de 1928 con el hotel que comprendía 50 habitaciones, casino, restaurante y galgódromo. Más tarde se reorganizó la compañía con el nombre de Jockey Club y construyó un hipódromo que se inauguró el 28 de diciembre de 1929, también se instaló un campo de golf, ambos ofreciendo elevados premios en sus eventos. Se contaba asimismo con un aeródromo donde los domingos salían y aterrizaban los aviones trimotores "Ford", cada media hora, en sus vuelos a San Diego y Los Ángeles. En el restaurante estaba el famoso Patio Andaluz, donde empezaron su carrera artística muchas luminarias de Hollywood, entre ellas Rita Cancino, después Rita Hayworth, los De Marco y actuaciones de Jimmy Durante, Buster Keaton, Laurel y Hardy y muchos más. Había una orquesta que interpretaba toda la música de moda en aquellos tiempos, dirigida por don Benny Serrano, orquesta que semanalmente era transportada en avión a Los Ángeles, California, en donde tocaba en un lujoso centro social. Además existía marimba de los hermanos Olvera y en el Patio de las Palmas se encontraba Benigno Pérez, con su gran cantidad de loros, cacatúas, papagayos, y cuervos amaestrados.
Se contaba también con una estación de radio, XEBG Voz de Agua Caliente, con 750 kilociclos y 5,000 watts de potencia, en donde participaban la orquesta y muchos artistas. 
Los principales clientes de los juegos azar eran los artistas de la Colonia de Hollywood. Entre ellos los más famosos visitantes encontramos a la élite de las grandes estrellas como Clark Gable, Douglas Fairbanks padre e hijo, Jean Harlow, Los Hermanos Marx, Jimmy Durante, Buster Keaton, Johnny Weissmüller y Buster Crabbe, Bing Crosby, Dick Powell; todas las estrellas de Hollywood visitaban la Baja California, principalmente el corredor Tijuana - Ensenada, muchos de los gánsteres de los años 30´s visitaron Tijuana, entre ellos el célebre Al Capone. Por otra parte también concurrían algunos nobles europeos y marajás de la India. 
('Historia de Tijuana', Centro de Investigaciones Históricas UNAM-UABC, 1985)
A fines de 1933 se derogó en Estados Unidos la "ley seca" y la ciudad tuvo que buscar otra forma de mantener su ritmo económico, esa forma fue el comercio que empezó a crecer por el intercambio comercial entre fronteras. En 1935 el general Lázaro Cárdenas clausuró el Casino de Agua Caliente y el Foreign Club, al decretar prohibida la operación de casinos en todo el país. Años después el general decretó la Zona Libre Parcial en el Territorio Norte por diez años. Dos años después de la clausura, se expropió el Centro Turístico Agua Caliente para establecer el Centro Escolar Industrial.

### Años 30s-50s
El 16 de febrero de 1938, se desató un motín violento en el centro de la ciudad. Más de mil personas protagonizaron una violenta revuelta. Estos intentaban linchar al soldado Juan Castillo Morales acusado de violar y asesinar a la niña Olga Camacho. Los manifestantes incendiaron el Palacio Municipal y la estación de Policía. A partir de las confusas circunstancias de este hecho y el posterior fusilamiento del soldado, nace la leyenda urbana de Juan Soldado. Ese mismo año, se inauguró la plaza de toros "El Toreo de Tijuana".
El 26 de abril de 1940 se creó el fondo legal de la ciudad por decreto firmado por el Presidente Lázaro Cárdenas, destinando una porción de 836 hectáreas del rancho de Tijuana para permitir el crecimiento de la población y dotarla de servicios públicos. Ese año también se empezó a exigir pasaporte a los mexicanos para cruzar la línea internacional México-Estados Unidos.
El 22 de diciembre de 1951 se registró un incendio en el salón conocido como El Coliseo, en un edificio de la avenida Mutualismo, entre las calles 3.ª y 4.ª, famoso en años anteriores por contar con un cine, oficinas administrativas y un salón que fue visitado por distintas celebridad. Dicha noche se realizó una posada a niños de escasos recursos con la finalidad de pasar las fiestas decembrinas, sin embargo, derivado de una pelea, se generó un corto circuito iniciando un incendio el cual se expandió rápidamente.  Decenas de personas fallecieron esa noche, algunos intentando salir del lugar, el cual contaba con solo una salida de emergencia; otros perecieron ayudando a salir del inmueble a algunas personas, tal fue el caso de Ángel Camarena Romo y Héctor Tamayo. 
En 1952, Baja California se convierte de territorio a estado libre y soberano. El 1 de mayo de 1954, inicia sus funciones el primer ayuntamiento de la ciudad de Tijuana. El 24 de septiembre de 1957, los ediles del II Ayuntamiento de Tijuana se encontraban reunidos en la Sala de Cabildo del Antiguo Palacio Municipal donde se desarrollaba la sesión en la cual el alcalde Manuel Quirós Labastida estaría presentando ante el pleno una de las iniciativas más trascendentales para esta ciudad: la creación del Sistema Educativo Municipal. Ese mismo año se construiría el primer centro escolar de la ciudad, inaugurado el 12 de octubre de 1957.

### Años 60s-90s: Crecimiento de la ciudad
El 18 de julio de 1960, se estableció la repetidora de Telesistema (hoy Televisa). De esta manera, dicha empresa comienza una fructífera historia en la ciudad. El mismo año se pone en marcha el proyecto de construcción de la carretera escénica Tijuana-Ensenada. En la noche del 15 de septiembre de 1963, después de la coronación de la reina de las fiestas patrias y la Ceremonia del Grito de la Independencia Nacional, realizadas en un predio cercano al antiguo Puente México, entre el Río Tijuana y las inmediaciones de la línea internacional, la estructura del juego mecánico conocido como "rueda de la fortuna" se desplomó, ocasionando la muerte de seis personas que se encontraban en el mismo. Los peritos de la Secretaría de Obras Públicas del Estado dictaminaron que el desplome de la estructura obedeció al reblandecimiento del suelo, consecuencia de las lluvias que un día antes habían caído sobre la ciudad. En 1965 se inició el programa de empresas maquiladoras, un avance para la economía y el futuro de la ciudad, pues desde entonces se han instalado unas 560 fábricas maquiladoras que dan empleos y generan bienes de exportación.
El 10 de mayo de 1968, un grupo de mujeres simpatizantes del Partido Acción Nacional, se manifestaron desde Tijuana, generando un movimiento que llegaría hasta la Ciudad de México, en contra del fraude electoral que se llevaba a cabo durante las elecciones de ese año. 1 El candidato del PAN, Luis Enrique Enciso Clark habría resultado ganador de la contienda que el mismo Luis Echeverría, en ese entonces, Secretario de Gobernación habría de anular2, pues derrotó fácilmente al candidato oficial, el delegado del IMSS Luis Mario Santana Cobián; la anulación de la elección generó aún más manifestaciones y protestas denunciando el supuesto fraude cometido.3 En Mexicali, el candidato del PAN, Norberto Corella, que prácticamente "humilló" al candidato priista Gilberto Rodríguez González, fue acusado de no tener la ciudadanía mexicana y de seguir afiliado al PRI, al momento de la elección. Por todos estos sucesos, el gobierno del Estado declaró la anulación de las elecciones en Mexicali y Tijuana, no sin declarar la instauración de un Concejo Municipal en dichos municipios, que habría de durar el período constitucional de 3 años. Dichos concejos fueron encabezados por priistas.
En 1970 se inauguró el Aeropuerto Internacional Abelardo L. Rodríguez en la delegación Mesa de Otay. Ese mismo año, un incendio destruyó el Hipódromo de Agua Caliente, reinaugurado el 4 de mayo de 1974. Esa década se construyó la obra de infraestructura más importante en la historia de la ciudad, la canalización del Río Tijuana, el cual significó una pauta para la urbanización de tres zonas en la urbe, siendo la columna vertebral del desarrollo urbano hasta estos días. En 1978, las fuertes lluvias provocaron inundaciones en la ciudad, especialmente en el Cañón Johnson y en la zona del Río Tijuana, por lo que 2,500 familias tuvieron que ser desalojadas. En 1979, la Policía Municipal de Tijuana realiza redadas en el "Café Emilio's" y diversos bares y negocios LGBT, detiene de manera indiscriminada a todos los parroquianos y clientes de los comercios con la intención de obtener dinero de las extorsiones. Emilio Velásquez Ruiz, activista gay de la ciudad, logra la liberación de sus clientes e inicia una campaña para advertir a la autoridad que, en caso de reiniciar las redadas, la comunidad LGTB realizaría una protesta masiva frente a la cárcel municipal. Las autoridades se abstendrían de realizar redadas contra negocios LGBT durante los siguientes doce años.
El 30 de enero de 1980,  la presa tuvo que ser desfogada en sus excedentes, sin embargo, el gobierno realizó está acción a las 2 de la mañana, por lo que aunque se realizaron avisos en altavoz de desalojar, muchas familias se negaron a hacerlo, muchos de ellos perecieron en el lugar. No se tiene el número exacto de muertos, pero familias enteras desaparecieron ese día. El 26 de febrero de 1985, ocurrió un accidente en la colonia Contreras, cuando un camión que transportaba 40 mil litros de combustible, se volteó y posteriormente explotó. Los hermanos Delfino y Jesús Torres Ornelas, eran los choferes de la unidad, ellos transitaban por el Libramiento Rosas Magallón cuando al percatarse de la falta de frenos, alertaron con el claxon a los transeúntes de la zona. En una acción por evitar el choque, el camión volteó, derramando combustible en la calle y posteriormente explotó; ambos fallecieron en el lugar. 6 calafias y 19 automóviles así como algunas fábricas y comercios, resultaron incendiadas. Los heridos fueron trasladados a la Clínica No.20 de La Mesa. Este suceso es conocido como "El pipazo de la 5 y 10"
En la mañana del 20 de abril de 1988, el periodista Héctor "El Gato" Félix Miranda, fue asesinado en la Av. Alba Roja de la colonia Montebello, delegación La Mesa. El 30 de mayo de ese mismo año, la Madre Teresa de Calcuta visitó la ciudad, entrando a algunas de las colonias populares de la joven ciudad, así como la Parroquia de Nuestra Señora de Guadalupe en la delegación La Mesa. Visitó la colonia Sánchez Taboada y estuvo en un evento, el 1 de junio, en la Plaza Monumental de Playas de Tijuana, a unos metros de la frontera con San Diego. En 1991, regresó para visitar de nueva cuenta la ciudad, sin embargo, presentó problemas de salud, por lo que fue atendida en un hospital de la vecina ciudad estadounidense.
En enero de 1993, se registró un temporal de lluvias fuertes, con un total de 210 mm de lluvia en dos semanas, provocando inundaciones en la mayor parte de la ciudad. Se registraron más de 5 mil personas damnificadas, 37 muertos y $40 millones de dólares en pérdidas materiales. El 23 de marzo de 1994, Luis Donaldo Colosio Murrieta, candidato del PRI a la presidencia de la República, fue asesinado en un suburbio de Tijuana, Lomas Taurinas, durante un mitin de su campaña. Este trágico acontecimiento conmovió al país entero y puso a Tijuana en el mapa nacional político. Meses después, la noche del 28 de abril, fue asesinado el director de Seguridad Pública de la ciudad, Federico Benítez López y al escolta, Ramón Alarid, en la delegación La Mesa.

## SigloXXI

### Guerra contra el narcotráfico
A principios de la década de los años 2000, Tijuana emergía como una ciudad fronteriza importante, gracias al crecimiento demográfico y económico que dejó la década de los 90s. Sin embargo, tras los atentados terroristas del 11 de septiembre de 2001, Estados Unidos fortaleció su frontera sur con México y comenzó el visado a los mexicanos, hecho que afectó al comercio local entre San Ysidro y Tijuana.
La ciudad se vería de nuevo afectada por la Guerra contra el Narcotráfico iniciada por el entonces presidente Felipe Calderón en 2006. Los años 2008-2011 fueron los más violentos en la historia de la ciudad, afectando no solo la imagen, sino la vida social de los tijuanenses. Las inversiones emigraron a otras ciudades, los comercios no despuntaron y la seguridad social era amenazada. El turismo se redujo debido a las alertas del gobierno estadounidense por los crímenes que azotaban la frontera. De 2008 a 2012, la ciudad se vería inmersa en una ola de violencia, ante numerosos casos de homicidio, secuestro y asaltos.

### Reactivación socioeconómica
El sector empresarial junto a organizaciones sociales y el gobierno, comenzaron a buscar eventos y la construcción de espacios para los jóvenes y población en general, con la finalidad de mejorar la imagen y reactivar el turismo en la región. A finales de 2008, Tijuana vio la luz de un museo interactivo cuya temáticas principales son la ciencia y la tecnología. Dicho museo adquirió el nombre de "El Trompo, Museo Interactivo Tijuana". El museo ha adquirido importancia desde su creación, tanto que en 2015 fue considerado uno de los 100 destinos imperdibles en México por parte de la Secretaría de Turismo.  También se realizaron algunos eventos deportivos de reconocimiento internacional, como el Pre-mundial Sub-17 de fútbol de la Concacaf, celebrado en el Estadio Caliente y el Campeonato Mundial de Voleibol Femenino Sub-18, en 2009. En 2010 fue sede del Campeonato Mundial Juvenil de Taekwondo, que se realizó del 3 de marzo al 9 de marzo en el Centro de Alto Rendimiento.
En 2010, se realizó un evento histórico en la ciudad, llamado Tijuana Innovadora, donde varias personalidades internacionales, como Larry King, Emilio Azcarraga, Carlos Slim, Jimmy Wales (cofundador de Wikipedia) y Biz Stone (cofundador de Twitter),  ganadores de premios Nobel, como Robert Aumman, Mario Molina asistieron a este evento realizado en el Centro Cultural Tijuana, mandando una señal de la importancia del sector industrial, comercial, cultural y social de Tijuana al mundo.
El 22 de junio de 2011, es titulada "Ciudad Heroica", conmemorando el Centenario de la Toma de Tijuana por parte de los filibusteros en 1911, en el marco de la Revolución Mexicana. Entre 2012 y 2018, se gestó un renacimiento cultural y turístico, gracias a la realización de diversos festivales que durante todo el año generaron una importante atracción de turismo de California, Nevada y Arizona, así como de otros estados de la República Mexicana. Actualmente, el sector comercial y empresarial está comprometido con el auge de la industria gastronómica, la cerveza artesanal, el entretenimiento y el sector inmobiliario, así como el turismo médico, para atraer visitantes e inversores. Ha destacado como una de las mejores ciudades en América Latina por su gastronomía y propuesta cultural, la cual fue reconocida en distintos medios de comunicación.

### Migraciones masivas a Tijuana
Entre 2016 y 2018, diversos grupos de personas originarias de Haití, África y Honduras, realizaron viajes con la intención de obtener asilo humanitario por parte de Estados Unidos, muchos de ellos, abordaron la frontera de Tijuana-San Diego. En octubre de 2016, miles de personas en la conocida inmigración haitiana en México llegaron a la frontera, ante la respuesta positiva por parte del gobierno estadounidense, al menos 3 mil se quedaron en la ciudad, integrándose a la vida social fronteriza en una comunidad denominada La Pequeña Haití.
Por su parte, en noviembre de 2018, la llamada caravana migrante proveniente de Honduras, arribó, instalándose principalmente en la zona de Playas de Tijuana. el 12 de noviembre un primer grupo de 75 personas llegó Tijuana, la mayoría integrantes de la comunidad LGBT, y el 13 de noviembre un segundo grupo de 350 personas también llegó a la ciudad; ambos grupos se adelantaron al contingente principal. El 16 de noviembre finalmente llegaron a Tijuana. Los días posteriores el resto de la caravana continuó agrupándose en Tijuana, llenando el albergue Benito Juárez con hasta 5 mil personas.
La mañana del domingo 25 de noviembre, un centenar de migrantes que se manifestaba cerca del albergue intentó cruzar la frontera, pero a la mayoría le fue impedido hacerlo con gases lacrimógenos y presuntamente balas de goma. Esto provocó el cierre del punto fronterizo de San Ysidro por 4 horas. En el disturbio, agentes mexicanos atraparon a 98 migrantes para ser deportados y la Patrulla Fronteriza de los Estados Unidos arrestó a 42. El fallido intento de cruzar la frontera desmotivó a muchos migrantes, quienes se quedaron en México u optaron por regresar a sus países. El domingo 30 se informó que los migrantes fueron trasladados a un nuevo albergue improvisado, a 15 km de la frontera, debido a las fuertes lluvias y bajas temperaturas que golpearon Tijuana y que agravaron la salud de los migrantes. Según cifras oficiales, 2.000 migrantes se instalaron en el nuevo albergue y otros 500 se quedaron viviendo en la calle, cerca del albergue anterior, mientras que el resto se dispersó. Además unos 2.250 se inscribieron en un programa oficial para conseguir visa humanitaria para residir en México.

### Presente
Los últimos años, el número de homicidios ha crecido, al convertirla en la ciudad con más casos en México, superando los 2 mil 400 casos en un año, en 2018 y 2 mil 185, en 2019. El 19 de marzo de 2020 se registró el primer caso confirmado de Covid-19, en el marco de la pandemia global por dicho virus. Hasta el 22 de mayo de 2021, se contabilizaban 17 mil 480 casos confirmados acumulados y 3 mil 613 personas fallecidas. En junio de 2020 se registraron más de 100 incendios por una jornada atípica de condición Santa Ana sumado a una ola de calor, superando los 30 °C; cientos de habitantes fueron evacuados, 4 personas resultaron heridas y 2 perdieron la vida.